# ناصر نبيل
ناصر نبيل (مواليد 11 فبراير 1990) لاعب كرة قدم قطري يجيد اللعب في الظهير الأيمن.

## لعَب سابقاً
- نادي السد
- النادي العربي
- مسيمير [2]